# بلبل خال‌گردن

بلبل خال‌گردن یا بلبل گردن‌خال‌دار (نام علمی: Pycnonotus tympanistrigus) گونه‌ای از پرندگان آوازخوان از تیرهٔ بلبلان (Pycnonotidae) است. در سوماترا یافت می‌شود. زیستگاه‌های طبیعی آن جنگل‌های پست نمناک نیمه‌گرمسیری یا گرمسیری و جنگل‌های کوهستانی نمناک نیمه‌گرمسیری یا گرمسیری است. با نابودی زیستگاه تهدید می‌شود. بلبل خال‌گردن در ابتدا در جنس Ixos توصیف شد و سپس در سردهٔ بلبل‌ها (Pycnonotus) قرار گرفت. نام‌های جایگزین برای بلبل گردن خال‌دار شامل بلبل تاج‌زیتونی، بلبل گردن‌زیتونی و بلبل رگه‌سفید کوچک است.